# Park Ji-won
Park Ji-won (ur. 23 września 1996 w Gangneung) – południowokoreański łyżwiarz szybki, specjalizujący się w short tracku, medalista mistrzostw świata seniorów i juniorów.